# Barbara Szlachetka
Barbara Szlachetka (Łomża, 1956. május 17. – Hamburg, 2005. november 24.) lengyel ultramaratoni futó.

## Pályafutása
Lengyelország egyik legeredményesebb ultramaratoni futója, a női 48 órás futás Európa-csúcstartója az országúti (aszfalt/road) kategóriában. A lengyel színeket képviselte az [IAU] világ-és Európa-bajnokságain, de nyert német bajnokságot is. 2003-ban dobogós volt az Athéntól Spártáig tartó 245 kilométeres futáson.
Ultrafutó pályáját viszonylag későn, 42 évesen kezdte.
A kölni 48 órás csúcsának megdöntésére készült 2004 nyarán, amikor váratlanul vastagbéldaganattal diagnosztizálták Hamburgban. A futás iránti szeretetét a műtét és kemoterápiák sorozatával járó betegség sem vette el. Elhatározta, hogy élete végéig ahol csak tud, elindul a városi maratonokon és mezén mindig a helyi nyelven feliratozott „A RÁK ELLEN” üzenettel teljesíti a 42,195 kilométert Európa nagyvárosaiban Hamburgtól Isztambulig. Így jutott el Magyarországra a Plus Budapest Maratonra is, melyet végig mosolyogva, közel 4 és fél óra alatt teljesített Bérces Edit kíséretében.
Utolsó hosszú versenyére 2005 júliusában került sor egy németországi 51,8 km-es terepfutáson.
Képzettsége szerint elektrotechnikus, két gyermek (Katarzyna és Krystov Szlachetka) édesanyja volt. Hamburgban bekövetkezett haláláig a sportorvos ultrafutó Christian Hottas ápolta.

## Eredményei
| Versenyszám          | Eredmény (km) | Verseny neve                   | Dátum               |
| -------------------- | ------------- | ------------------------------ | ------------------- |
| 12 óra aszfalton     | 118,098       | Miedzynarodowy Rudzki Bieg POL | 2004. április 25.   |
| 24 óra aszfalton     | 211,990       | 24-Stundenlauf Scharnebeck GER | 2003. június 14-15. |
| 48 óra aszfalton     | 348,910       | Köln GER                       | 2003. július 13.    |
| 48 óra fedett pályán | 315,948       | Brno CZE                       | 2001. március 25.   |